# Aigburth

Aigburth (engelskt uttal: [ˈɛɡbərθ] lyssna (fil)) är en stadsdel i södra Liverpool, Storbritannien.
Den består i huvudsak av bostadsbebyggelse. Det finns en järnvägsstation inom området.